# Arria Ly

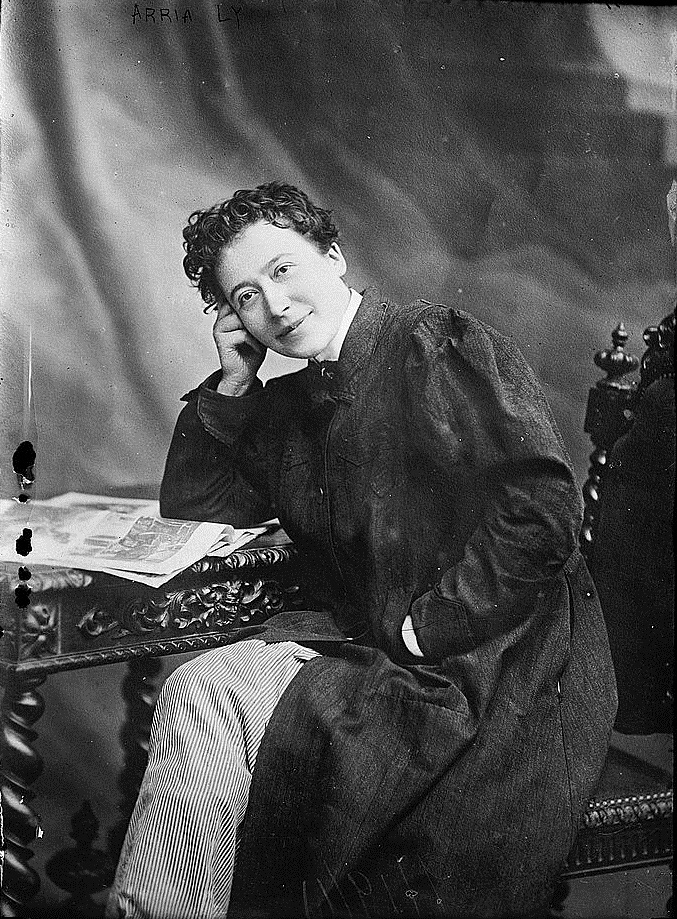
Arria Ly

Joséphine Gondon, Pseudonym Arria Ly, (* 24. März 1881 in Cieurac; † 19. Dezember 1934 in Stockholm) war eine französische Journalistin und Feministin.

## Leben
Joséphine Gondon besuchte zwei Jahre lang eine öffentliche Mädchenschule in Verdun und verbrachte den Rest ihrer Ausbildung zu Hause. Sie durfte weder Freundinnen haben noch ohne ihre Eltern ausgehen.
Joséphine Gondon entschied sich, Jungfrau zu bleiben, nachdem sie einen Bericht von Adrienne Avril de Sainte-Croix aus dem Jahr 1900 über die Regulierung der Prostitution gelesen hatte. Wie Madeleine Pelletier befürwortete sie eine militante Jungfräulichkeit und signalisierte damit ihre Ablehnung sowohl der Ehe als auch der freien Liebe. Ly lebte bis deren Tod mit ihrer Mutter zusammen.
Als Vertreterin des radikalen Flügels der französischen Frauenbewegung setzte sie sich für die absolute Gleichberechtigung von Mann und Frau ein. Neben den für ihre Zeit klassischen Forderungen wie dem Recht auf Arbeit und dem Frauenwahlrecht forderte sie auch das Recht der Frauen auf Selbstverteidigung gegen männliche Übergriffe und setzte sich für den weiblichen Militärdienst und die Gründung einer weiblichen Freiwilligenarmee ein. Die Ehe lehnte sie ab (sie bezeichnete verheiratete Frauen als versklavte Hausfrauen, die für männlichen Einfluss sehr anfällig seien), und argumentierte, dass verheiratete Frauen aufgrund dieser Anfälligkeit der modernen feministischen Bewegung der jüngeren Generation letztlich abträglich seien. 1905 veröffentlichte sie in La Femme affranchie einen Artikel mit dem Titel „Restons Mademoiselle“, in dem sie alle jungen Französinnen aufforderte, ein Leben lang Jungfrau zu bleiben. Sechs Jahre später, im Juni 1911, veröffentlichte sie ihren umstrittensten und berühmtesten Artikel „Vive Mademoiselle!“, der auf früheren Argumenten aufbaute, indem er den bedingungslosen Zölibat mit der Notwendigkeit weiblicher Autonomie verband und speziell die Jungfräulichkeit als höchste Ehre für den Feminismus bezeichnete.
1913 gründete Ly ihre eigene, wenn auch kurzlebige Zeitung, Le Combat féministe, organe du mouvement féministe arrilyst, in der sie die in „Vive Mademoiselle!“ geäußerten Ideen bekräftigte und dem Geschlechtsverkehr zwischen Männern und Frauen den Kampf ansagte. In der ersten Ausgabe von 1913 sprach Ly von der Fähigkeit der Frauen, kämpferisch zu sein, und beschrieb ihren Vorstoß für eine immerwährende Jungfräulichkeit als einen politisch motivierten Angriff auf die männliche Sexualität. Die Thesen wurden auch in feministischen Kreisen abgelehnt; dies auch unter Bezug auf das schwache französische Bevölkerungswachstum dieser Zeit.
Sie trug einen Revolver und forderte und öffentlich das Recht auf Duelle für Frauen, was ihre Zeitgenossen schockierte. Sie profilierte sich in den Medien, indem sie sich mit Männern, deren Verhalten sie als respektlos empfand, auf Ehrenduelle einließ. Nach dem Tod ihres Vaters war sie davon überzeugt, dass ein angesehener Arzt aus Grenoble für den Tod ihres Vaters verantwortlich war, und verletzte ihn leicht mit einer Schusswaffe, was zu einem medienwirksamen Prozess führte. Die Angeklagte wurde von einer der ersten französischen Anwältinnen, Marguerite Dilhan, verteidigt. Sie wurde am 28. Februar 1904 freigesprochen, musste jedoch die Stadt Grenoble verlassen.
Nach diesem Ereignis zog sie mit ihrer Mutter nach Toulouse. 1909 startete sie unter anderem eine lokale Medienkampagne, um Unterschriften für eine Suffragistenpetition zu sammeln. Die 3000 Unterschriften wurden beim Generalrat des Départements Haute-Garonne eingereicht. Ein Jahr später kandidierte sie bei den Parlamentswahlen.
Die Radikalität ihres Aktivismus trug zu ihrem Bekanntheitsgrad bei, stieß aber auf Kritik in den Medien und rief deren Feindseligkeit und Spott hervor, wie die Schlussfolgerung dieses Artikels in Le Frou-Frou von 1911 belegt: „Mlle Ly! Sie haben nicht mehr das glückliche Alter, in dem Unverschämtheiten durch Prügelstrafen korrigiert werden. Sie haben das Alter, in dem häufiges Duschen das Gleichgewicht des Organismus wiederherstellen kann. Ich erlaube mir, Ihnen den Gebrauch dieser Mittel zu empfehlen….“ Lys Bekanntheit als radikale Alternative zum Mainstream-Feminismus brachte ihr viele Spottnamen ein, darunter „Kadett der Gascogne“, „Laiennonne“ und „Pistolen-Jungfrau“.
Nach der Veröffentlichung verleumderischer Äußerungen über sie forderte sie 1911 Prudent Massat, den Chefredakteur der Zeitung Le Rappel de Toulouse, auf einer Konferenz zu einem Duell heraus, weil sie der Meinung war, dass alle Frauen ins Visier genommen werden, sobald ihre Meinungen in der Presse veröffentlicht werden. Die Situation erregte aufgrund der Debatten über den patriarchalischen Ehrenkodex, die männliche Dominanz im öffentlichen Raum und die sexuellen Identitäten von Frauen internationale Aufmerksamkeit. Sie erwirkte von Prudent Massat eine öffentliche Entschuldigung. Die Affäre trug zur Popularität Lys in erheblichem Maße bei, da ihre Haltung von vielen Feministinnen und Zeitungen unterstützt wurde.
Nach dem Ersten Weltkrieg verbrachte sie mit ihrer Mutter viele Jahre im Exil – zunächst in Italien, später in Jugoslawien und Schweden. In ihren letzten Briefen sprach sie von ihrer Verzweiflung über den Tod ihrer Mutter und unternahm am 31. Oktober 1934 einen ersten Suizidversuch, indem sie sich mit der Urne, in der sich die Asche ihrer Mutter befand, in die Stockholmer Ostsee stürzte. Sie wurde von der Urne an die Oberfläche gebracht, gerettet und in eine psychiatrische Anstalt eingewiesen. Am 19. Dezember 1934 unternahm sie ihren zweiten Suizidversuch, indem sie sich vom Dach eines sechzehnstöckigen Gebäudes (in Stockholm) stürzte, eine Tat, die sie vielen Feministinnen ankündigte. Ihre Freundin, die radikale Feministin Madeleine Pelletier, schrieb in einem Brief an Hélène Brion über ihren Suizid : „So behandelt man in Frankreich Frauen, die sich intellektuell unterscheiden: Arria Ly hat Selbstmord begangen und ich bin in einer Irrenanstalt.“

## Nachwirkung
Lys Ideen sind einzigartig in ihrer nahtlosen Verflechtung von Anliegen in Bezug auf das Selbst, Sex und Politik. Obwohl ihr Konzept der immerwährenden Jungfräulichkeit und ihre Argumente gegen die Ehe im Kontext der französischen Bevölkerungskrise nicht gut aufgenommen wurden, hoben ihre radikalen Positionen und ihr aggressives Verhalten in der Massat-Affäre sie von den Mainstream-Feministinnen ab und lösten breitere Debatten aus, die die Ängste im Zusammenhang mit der Zunahme einer Bevölkerung unverheirateter Frauen aus der Mittelschicht in Frankreich hervorhoben. Lys Ideen hallten auch in späteren Wellen des radikalen Feminismus nach und beeinflussten Aktivistinnen wie Simone de Beauvoir, Kate Millett und Catharine MacKinnon.
In Toulouse ist eine Straße nach ihr benannt.

## Journalismus
- Von 1902 bis 1903 schrieb sie eine wöchentliche Kolumne über den Feminismus in der Le Réveil du Dauphiné[19].[1]
- Von 1905 bis 1912 lebte sie in Toulouse und nahm an Konferenzen teil und schrieb Artikel für verschiedene Zeitungen.[1]
- 1908 wurde sie zur Chefredakteurin von La Rénovation féministe[20] ernannt, einer thematischen Erweiterung der Pariser Zeitung La Rénovation morale[21][1][22]
- Ihre eigene Zeitung, die sie von 1912 bis 1913 für einige Monate von Fronsac im Departement Haute-Garonne aus herausgab, trug den Titel Le Combat féministe.[23]